# Cumbemayo

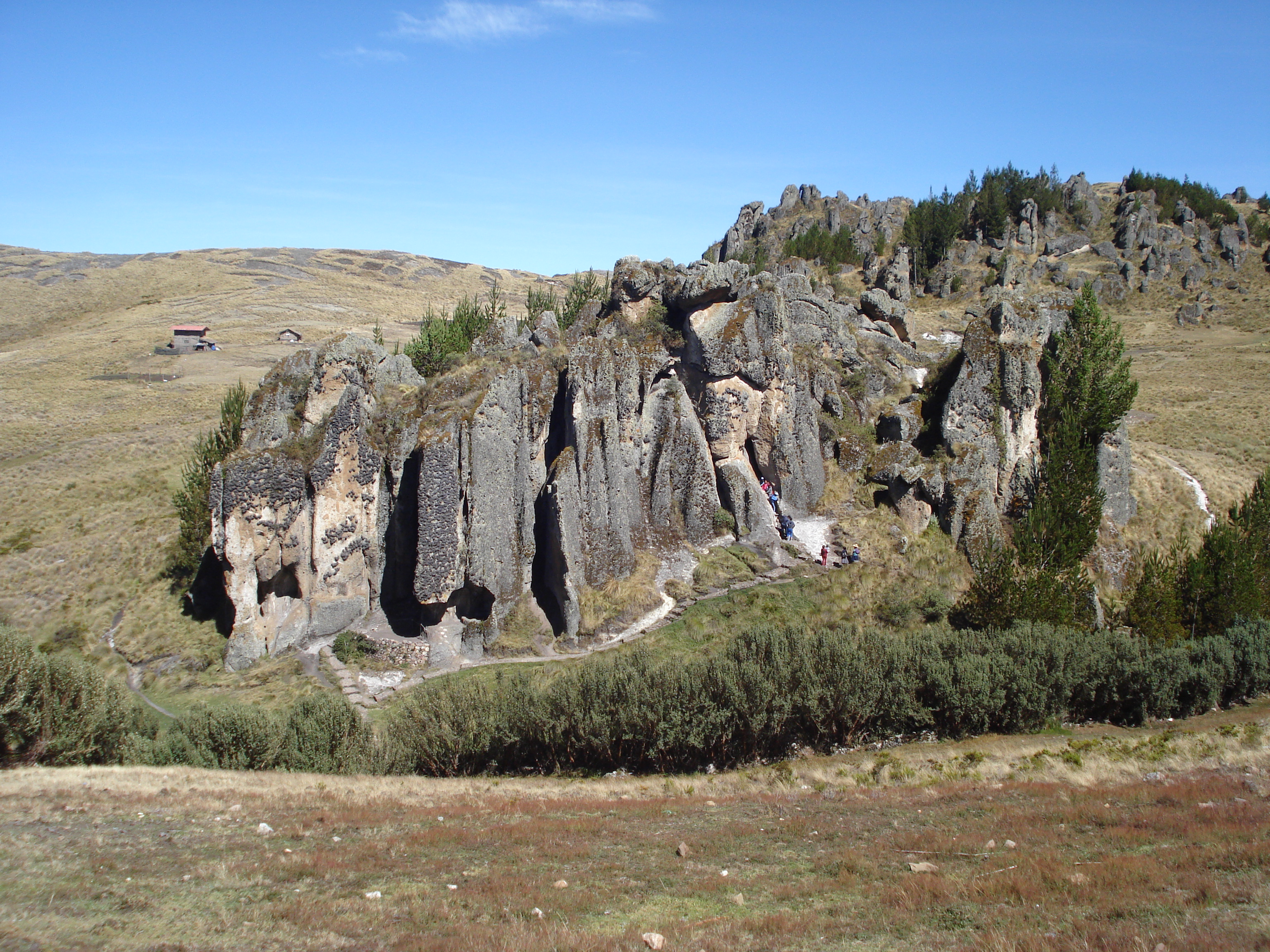
Los Frailones.

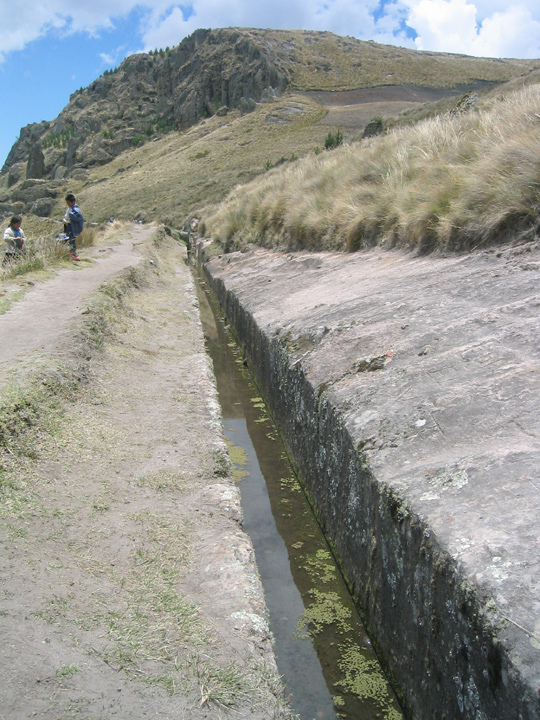
Acueducto de Cumbemayo.

Los Frailones-Cumbemayo o simplemente Cumbemayo es una zona arqueológica que se encuentra ubicada a unos 19 km al suroeste de la ciudad peruana de Cajamarca, a una altitud de aproximadamente 3.500 m s. n. m.
El sitio es especialmente conocido como yacimiento arqueológico, en el cual destacan las ruinas de un acueducto pre-incaico que posee unos 8 km de longitud. El acueducto juntaba agua de precipitaciones y la transportaba hacia la zona del océano Pacífico. Se cree que puede haber sido construido hacia el 1500 a. C. y antiguamente se pensaba que era la estructura existente más antigua de América del Sur. El nombre Cumbemayo puede tener sus raíces en la frase quechua, kumpi mayu, que significa “canal de agua bien construido”, o humpi mayo, que significa “río angosto.”
Existen petroglifos en el acueducto y en las cavernas de las inmediaciones. Esta zona montañosa remota es también el sitio de un "bosque de rocas" compuesto de rocas de origen volcánico que han sido talladas por efectos de la erosión. Estas formaciones de rocas volcánicas son también denominadas Los Frailones, o los Monjes de Roca.

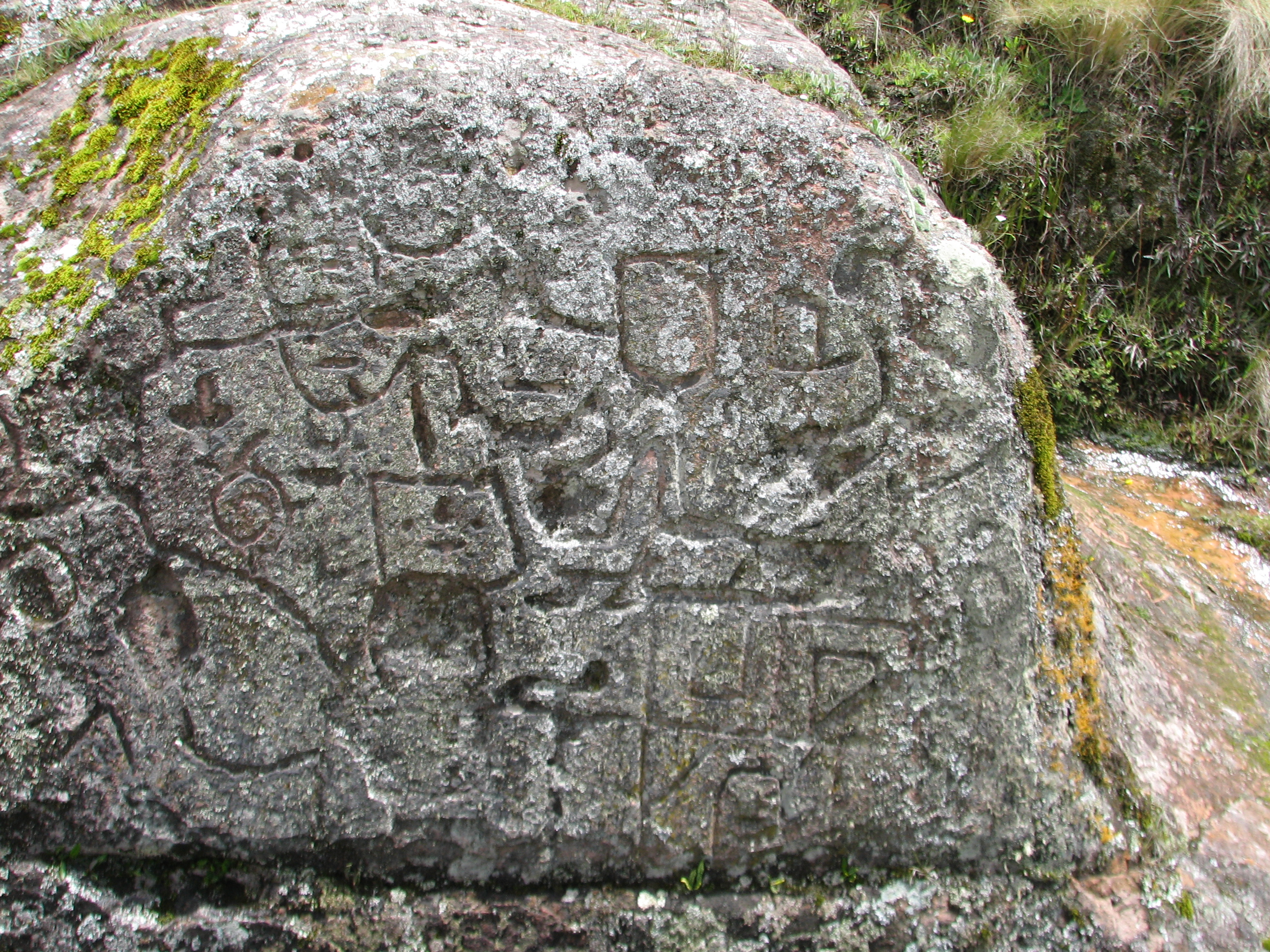
Petroglifo de Cumbemayo.

## Descubrimiento arqueológico
En 1937 fue descubierto por el Sr. Ernesto de la Puente y visitado a su solicitud por el Dr. Julio C. Tello, quien limpió y estudió dichas evidencias; le invadió la emoción por la importancia de aquel momento, a medida que iba despejando las malezas que cubrían dichos restos arqueológicos fue captando con mucha atención los esquemas gráficos que por primera vez iban a ser dados a conocer al mundo científico; indudablemente, ante sus ojos tenía los testimonios de una de las múltiples obras perennizadas del antiguo culto a dicha naturaleza. En esta parte, en el canal cuya longitud tiene unos 850 metros aproximadamente, fue diseñado un acueducto con una profundidad que llega hasta a los 50 cm y un ancho de 30 cm en la que actualmente discurre el agua.
Fue investigado en 1937 por el arqueólogo Julio C. Tello, quien sugirió que tendría una antigüedad preinca (alrededor del año 1000 a. C.). Estudios realizados por el investigador cajamarquino Rogger Ravines indican que el canal estuvo en uso durante muchos siglos y que pudo estar asociado a un adoratorio tallado en la roca, ubicado muy cerca del canal, al borde de un conjunto rocoso conocido como Los Frailones.

## Hipótesis de la construcción de Cumbemayo
Cajamarca tiene un abastecimiento de agua abundante, al ser los canales innecesarios se puede deducir que pudieron haber tenido una función ceremonial o religiosa. Al llegar a este punto temprano en la mañana, la explicación religiosa de Cumbemayo llega a ser más plausible. La energía y la luz solar, que se cubre en hierba del ichu y es puntuada por formaciones volcánicas extrañas,  hace más palpable la hipótesis de Julio C. Tello.
De esta forma, Cumbemayo no habría sido un acueducto de riego sino un centro ceremonial de culto al agua, como Qenko, en el Cusco y Saywite, en Apurímac.